# 郡山市立郡山第七中学校
郡山市立郡山第七中学校（こおりやましりつ こおりやまだいしちちゅうがっこう）は、福島県郡山市にある公立の中学校。

## 生徒数
- 623名（令和6年度）[1]
- 593名（令和7年度）[2]

## 通学区域
大成小学校の通学区域の一部
- 静町
- 中野一丁目（18番を除く）
- 中野二丁目
- 鳴神三丁目（79番、82番～109番、116番、149番～238番）
- 静西一丁目
- 谷地本町
- 大槻町（字北中野、字北中野下、字中野、字北ノ林、字中谷地、字下中野、字堤西、字北八耕地、字南八耕地）

朝日が丘小学校の通学区域の一部
- 御前南一丁目
- 御前南二丁目
- 御前南三丁目
- 御前南四丁目
- 御前南五丁目
- 御前南六丁目
- 大槻町（字太田、字太田北、字肩張、字太田東、字向原、字東台、字西台、字清水内、字清水内向、字石河原、字東膳棚、字御前東、字花輪、字花輪前、字東阿良久、字日向、字日向前、字室ノ木、字室ノ木北、字室ノ木前、字室ノ木東、字西荒久、字原田西、字原田前、字原田際、字原田東、字原田、字原田北、字麦塚、字南地蔵谷地、字太田西）
- 安積町荒井（字雷神、字柴宮山）

柴宮小学校の通学区域の一部
- 久留米四丁目（1番地～4番地、106番地、210番地～230番地）
- 久留米五丁目（1番地～10番地、24番地～46番地、186番地～203番地）
- 久留米六丁目
- 大槻町（字仁池向、字原田、字原田東）
- 安積町荒井（字大池南、字柴宮東、字大池南、字平四郎、字大池頭、字下中野、字東六兵衛田、字六兵衛田、字東古屋敷、字火口内、字中野、字味噌池台、字古屋敷、字前田、字柴宮、字笠松、字離畑、字柿木平、字上中野、字大久保、字萬海、字柴宮山、字古屋敷山、字味噌池原、字大池北、字柴宮東、字大池（34番地及び58番地～62番地を除く））[3]

## 歴代校長
- 初代　道山　昭次
- 第2代　松村　重信
- 第3代　松井　健治
- 第4代　齋藤　寛
- 第5代　野地　松男
- 第6代　渡部　俊明
- 第7代　武田　祐輔
- 第8代　黒澤　利雄
- 第9代　尾形　忠吉
- 第10代　藤田　昭憲
- 第11代　佐藤　正敏
- 第12代　上杉　辰男
- 第13代　齋藤　正徳
- 第14代　鈴木　訓夫
- 第15代　志村　隆弘
- 第16代　柳沼　正志
- 第17代　堀田　隆
- 第18代　古川　尚弘
- 第19代　芳賀　実
- 第20代　大竹　学[4]

## 主な出身者
- 本田朱里（女子バスケットボール選手）[5]